# FC Twente in het seizoen 1967/68
In het seizoen 1967/1968 kwam de voetbalclub FC Twente uit Enschede voor het derde achtereenvolgende jaar uit in de Nederlandse Eredivisie. Naast de reguliere competitie nam de ploeg deel aan het toernooi om de KNVB beker.

## De ploeg
Na twee teleurstellende jaren, met respectievelijk een elfde en een dertiende plaats in de eindklassering, werd gehoopt op een aanmerkelijk beter resultaat. Trainer Kees Rijvers ging door op de in het voorgaande seizoen ingeslagen weg van bouwen aan een nieuw team. Jonge talentvolle spelers als Epi Drost, Jan Jeuring en Theo Pahlplatz waren reeds uitgegroeid tot steunpilaren van het team. De Joegoslaaf Paja Samardžić tekende een half jaar nadat hij naar van OFK Belgrado naar FC Twente was gekomen een contract bij Feijenoord. Twente spande een arbitragezaak aan, maar kwam uiteindelijk toch met Feijenoord tot overeenstemming. In ruil voor Samardžić kregen de Tukkers een half miljoen gulden en Kick van der Vall (21). Het geld werd onder meer geïnvesteerd in de aankoop van Dick van Dijk (21) van SVV en Eddy Achterberg (20) van DOS. Halverwege het seizoen werd tevens Zvonko Bego van Bayern München aangetrokken.
Routinier Spitz Kohn (33) was in 1966 assistent-trainer onder Rijvers geworden, maar behoorde ook nog tot de selectie. Hij viel in het begin van het seizoen tweemaal in.

## Het seizoen
De eerste twee wedstrijden gingen nog verloren, maar vervolgens had FC Twente een reeks van zeven wedstrijden waarin het ongeslagen bleef. Op 15 oktober 1967 stond Twente op een vierde plaats. De nieuwe spits Dick van Dijk, overgekomen van SVV, deed meteen van zich spreken met zeven doelpunten in de eerste vijf wedstrijden. Hij zou het seizoen eindigen als clubtopscorer, met 22 doelpunten. De grootste uitslag was een 8-2-overwinning thuis tegen Fortuna '54. In de uitwedstrijd tegen Feijenoord werd daarentegen met 6-0 verloren. Twente eindigde het seizoen als achtste, op 24 punten van landskampioen Ajax. Dertien wedstrijden werden gewonnen, dertien gingen er verloren en acht eindigden in een gelijkspel.
In de competitie om de KNVB beker reikte Twente in seizoen 1967-1968 tot de halve finale. Na in de knock-out-rondes Telstar en Excelsior te hebben verslagen, werd Twente door Ajax uitgeschakeld. De wedstrijd werd beslist door een strafschoppenreeks.

## Wedstrijdstatistieken

### Competitie
|                                                           | |               |                                                            | |
| 13 augustus 1967                                          | FC Twente | 1 - 3 (1 - 1) | DWS                                                        | Opstelling FC Twente: |
| Stadion Het Diekman 11.000 toeschouwers Henk Brouwer      | Dick van Dijk 29' |               | 28' Piet van den Berg 80' Josip Šimoković 86' Piet Kruiver | Mišić, Ten Donkelaar, Geerdink, Drost, Oranen, Huve, Achterberg, Van Dijk, Jeuring, Van der Vall, Pahlplatz                          |
|                                                           | |               |                                                            | |
| 20 augustus 1967                                          | Sittardia | 2 - 1 (2 - 0) | FC Twente                                                  | Opstelling FC Twente: |
| De Baandert 10.000 toeschouwers Piet van der Veer         | Anton Dormans 9' Nico Mares 39' |               | 75' Dick van Dijk (p)                                      | Mišić, Ten Donkelaar, Achterberg, Drost, Huve, Bronkers, Scheurink (Oranen), Van Dijk, Pahlplatz, Van der Vall, Jeuring              |
|                                                           | |               |                                                            | |
| 27 augustus 1967                                          | FC Twente | 2 - 1 (2 - 0) | MVV                                                        | Opstelling FC Twente: |
| Stadion Het Diekman 7.000 toeschouwers Ad Bijleveld       | Dick van Dijk 29' Jan Bronkers 40' |               | 89' Bert Willems                                           | Mišić, Ten Donkelaar, Achterberg, Drost, Oranen, Huve, Bronkers, Van Dijk, Jeuring, Van der Vall, Pahlplatz                          |
|                                                           | |               |                                                            | |
| 3 september 1967                                          | GVAV | 2 - 2 (1 - 0) | FC Twente                                                  | Opstelling FC Twente: |
| Stadion Oosterpark 10.000 toeschouwers Frans Derks        | Johan Beuvink 43' Ole Fritsen 75' |               | 47' Dick van Dijk (p) 48' Dick van Dijk                    | Mišić, Ten Donkelaar, Achterberg, Drost, Oranen, Beekman (Kohn), Bronkers, Van Dijk, Jeuring, Van der Vall, Pahlplatz                |
|                                                           | |               |                                                            | |
| 10 september 1967                                         | PSV | 1 - 2 (0 - 0) | FC Twente                                                  | Opstelling FC Twente: |
| Philips Stadion 13.000 toeschouwers Theo Boosten          | Daan Schrijvers 56' |               | 52' Dick van Dijk (p) 66' Dick van Dijk                    | Mišić, Hilgerink, Achterberg, Drost, Ten Donkelaar, Bronkers, Huve, Van Dijk, Jeuring (Kohn), Van der Vall, Pahlplatz                |
|                                                           | |               |                                                            | |
| 17 september 1967                                         | FC Twente | 2 - 0 (1 - 0) | Xerxes/DHC                                                 | Opstelling FC Twente: |
| Stadion Het Diekman 10.000 toeschouwers Jan Regtop        | Kick van der Vall 31' Jan Jeuring 50' |               |                                                            | Mišić, Hilgerink, Achterberg, Drost, Ten Donkelaar, Huve (Oranen), Bronkers, Van Dijk, Jeuring, Van der Vall, Pahlplatz              |
|                                                           | |               |                                                            | |
| 24 september 1967                                         | Sparta | 0 - 0         | FC Twente                                                  | Opstelling FC Twente: |
| Het Kasteel 13.000 toeschouwers Ben Hoppenbouwer          | |               |                                                            | Mišić, Hilgerink, Achterberg, Drost, Ten Donkelaar, Huve, Bronkers, Van Dijk, Jeuring, Van der Vall, Pahlplatz                       |
|                                                           | |               |                                                            | |
| 1 oktober 1967                                            | FC Twente | 1 - 0 (0 - 0) | N.E.C.                                                     | Opstelling FC Twente: |
| Stadion Het Diekman 15.000 toeschouwers Joop Vervoort     | Dick van Dijk (p) 60' |               |                                                            | Mišić, Hilgerink, Achterberg, Drost, Ten Donkelaar, Huve, Bronkers, Van Dijk, Jeuring, Van der Vall, Pahlplatz                       |
|                                                           | |               |                                                            | |
| 15 oktober 1967                                           | FC Twente | 3 - 1 (0 - 0) | NAC                                                        | Opstelling FC Twente: |
| Stadion Het Diekman 10.000 toeschouwers Leo van der Kroft | Jan Bronkers 59' Epi Drost 67' Kick van der Vall 81'                                                                                          |               | 50' Frans Bouwmeester                                      | Mišić, Hilgerink, Achterberg, Drost, Ten Donkelaar, Huve, Bronkers, Van der Vall, Van Dijk, Jeuring, Pahlplatz                       |
|                                                           | |               |                                                            | |
| 22 oktober 1967                                           | Fortuna '54 | 4 - 2 (3 - 1) | FC Twente                                                  | Opstelling FC Twente: |
| Mauritsstadion 4.000 toeschouwers Tjeerd Elzinga          | Uwe Fischer 1' Ton Golsteyn 2' Ton Golsteyn 40' Piet Giesen 71'                                                                               |               | 23' Kick van der Vall 84' Epi Drost                        | Mišić (Warringa), Hilgerink, Achterberg, Drost, Ten Donkelaar, Bronkers (De Vries), Huve, Pahlplatz, Jeuring, Van Dijk, Van der Vall |
|                                                           | |               |                                                            | |
| 29 oktober 1967                                           | FC Twente | 0 - 3 (0 - 2) | ADO                                                        | Opstelling FC Twente: |
| Stadion Het Diekman 11.000 toeschouwers Wim Schalks       | |               | 7' Epi Drost (ed) 22' Kees Aarts 80' Lambert Maassen       | Mišić, Hilgerink, Achterberg, Drost, Ten Donkelaar, Huve, Bronkers (Heskamp), Van Dijk, Jeuring, Van der Vall, Pahlplatz             |
|                                                           | |               |                                                            | |
| 5 november 1967                                           | Go Ahead | 0 - 0         | FC Twente                                                  | Opstelling FC Twente: |
| De Adelaarshorst 21.000 toeschouwers Piet Roomer          | |               |                                                            | Warringa, Hilgerink, Bronkers, De Vries, Drost, Achterberg, Huve, Ten Donkelaar, Van Dijk (Heskamp), Van der Vall, Jeuring           |
|                                                           | |               |                                                            | |
| 8 november 1967                                           | Ajax | 2 - 1 (1 - 0) | FC Twente                                                  | Opstelling FC Twente: |
| Stadion De Meer 35.000 toeschouwers Ton Bom               | Sjaak Swart 34' Piet Keizer (p) 76' |               | 66' Dick van Dijk                                          | Warringa, Hilgerink, Huve, De Vries, Drost, Bronkers, Achterberg, Ten Donkelaar, Van Dijk, Van der Vall, Jeuring                     |
|                                                           | |               |                                                            | |
| 12 november 1967                                          | FC Twente | 4 - 2 (2 - 0) | Telstar                                                    | Opstelling FC Twente: |
| Stadion Het Diekman 10.000 toeschouwers Ad Voermans       | Theo Pahlplatz 23' Issy ten Donkelaar 44' Theo Pahlplatz 70' Dick van Dijk (p) 74'                                                            |               | 68' Dick Bond (p) 72' Fred André                           | Warringa, Hilgerink (Jeuring), Achterberg, De Vries, Drost, Huve, Bronkers, Van Dijk, Ten Donkelaar, Van der Vall, Pahlplatz         |
|                                                           | |               |                                                            | |
| 19 november 1967                                          | DOS | 5 - 0 (1 - 0) | FC Twente                                                  | Opstelling FC Twente: |
| Stadion Galgenwaard 10.000 toeschouwers Henk Brouwer      | Leo van Veen 22' Johan Plageman 52' Leo van Veen 63' Henk Wery 66' Johan Plageman 83'                                                         |               |                                                            | Warringa, Hilgerink, Achterberg, De Vries, Drost, Jeuring, Bronkers, Van Dijk, Ten Donkelaar (Huve), Van der Vall, Pahlplatz         |
|                                                           | |               |                                                            | |
| 26 november 1967                                          | FC Twente | 1 - 2 (1 - 0) | Feijenoord                                                 | Opstelling FC Twente: |
| Stadion Het Diekman 27.000 toeschouwers Jef Dorpmans      | Issy ten Donkelaar 3' |               | 52' Ove Kindvall 79' Coen Moulijn                          | Warringa, Drost, Achterberg, De Vries, Jeuring, Huve, Bronkers, Ten Donkelaar, Van Dijk, Van der Vall, Pahlplatz                     |
|                                                           | |               |                                                            | |
| 3 december 1967                                           | RKSV Volendam | 1 - 1 (1 - 1) | FC Twente                                                  | Opstelling FC Twente: |
| Julianaweg 8.000 toeschouwers Gerard Klaassens            | Johan Pelk 36' |               | 1' Issy ten Donkelaar                                      | Warringa, Drost, Achterberg, De Vries, Jeuring (Heskamp), Huve, Bronkers, Ten Donkelaar, Van Dijk, Van der Vall, Pahlplatz           |
|                                                           | |               |                                                            | |
| 17 december 1967                                          | DWS | 2 - 1 (0 - 1) | FC Twente                                                  | Opstelling FC Twente: |
| Olympisch Stadion 7.000 toeschouwers Rinus Barmentlo      | Piet Kruiver 60' Rob Rensenbrink 75' |               | 31' Dick van Dijk                                          | Warringa, Drost, Achterberg, De Vries, Jeuring, Huve, Bronkers, Ten Donkelaar, Van Dijk (Bego), Van der Vall, Pahlplatz              |
|                                                           | |               |                                                            | |
| 24 december 1967                                          | FC Twente | 5 - 1 (1 - 1) | Sittardia                                                  | Opstelling FC Twente: |
| Stadion Het Diekman 8.500 toeschouwers Piet van der Veer  | Theo Pahlplatz 29' Jan Jeuring 55' Jan Bronkers 64' Pierre Custers (ed) 76' Jan Jeuring 81'                                                   |               | 7' Nico Mares                                              | Mišić, Drost, Achterberg, De Vries, Jeuring, Huve, Bronkers, Van Dijk, Ten Donkelaar, Van der Vall, Pahlplatz                        |
|                                                           | |               |                                                            | |
| 7 januari 1968                                            | MVV | 0 - 1 (0 - 1) | FC Twente                                                  | Opstelling FC Twente: |
| Geusselt 7.000 toeschouwers Leo van der Kroft             | |               | 10' Dick van Dijk (p)                                      | Mišić, Hilgerink, Achterberg, De Vries, Jeuring, Drost, Huve, Bronkers, Van Dijk, Van der Vall, Pahlplatz                            |
|                                                           | |               |                                                            | |
| 21 januari 1968                                           | FC Twente | 1 - 2 (1 - 0) | GVAV                                                       | Opstelling FC Twente: |
| Stadion Het Diekman 8.500 toeschouwers Theo Boosten       | Dick van Dijk 18' |               | 50' Martin Koeman 54' Ole Fritsen                          | Mišić, Hilgerink, Achterberg, De Vries, Drost, Huve, Bronkers, Van Dijk, Jeuring, Van der Vall (Ten Donkelaar), Pahlplatz            |
|                                                           | |               |                                                            | |
| 28 januari 1968                                           | FC Twente | 1 - 0 (1 - 0) | PSV                                                        | Opstelling FC Twente: |
| Stadion Het Diekman 7.000 toeschouwers Joop Vervoort      | Dick van Dijk 9' |               |                                                            | Mišić, Hilgerink, Achterberg, De Vries, Drost, Huve, Jeuring, Ten Donkelaar, Van Dijk, Van der Vall, Pahlplatz                       |
|                                                           | |               |                                                            | |
| 4 februari 1968                                           | Xerxes/DHC | 2 - 0 (2 - 0) | FC Twente                                                  | Opstelling FC Twente: |
| Het Kasteel 7.500 toeschouwers Ad Bijleveld               | Wim Kleinjan 1' Willem van Hanegem 25' |               |                                                            | Mišić, Hilgerink, Achterberg, De Vries, Drost, Jeuring, Huve, Ten Donkelaar, Van Dijk, Van der Vall, Pahlplatz                       |
|                                                           | |               |                                                            | |
| 11 februari 1968                                          | FC Twente | 2 - 0 (1 - 0) | Sparta                                                     | Opstelling FC Twente: |
| Stadion Het Diekman 8.000 toeschouwers Arie van Gemert    | Jan Jeuring 1' Dick van Dijk 87' |               |                                                            | Mišić, Drost, Achterberg, De Vries, Ten Donkelaar, Bronkers, Huve, Van Dijk, Jeuring, Van der Vall, Pahlplatz                        |
|                                                           | |               |                                                            | |
| 18 februari 1968                                          | N.E.C. | 1 - 1 (0 - 1) | FC Twente                                                  | Opstelling FC Twente: |
| Stadion De Goffert 19.000 toeschouwers Lau van Ravens     | Hans Venneker 83' |               | 21' Dick van Dijk                                          | Mišić, Hilgerink, De Vries, Huve, Drost, Bronkers, Achterberg, Van Dijk, Van der Vall, Pahlplatz (Bego)                              |
|                                                           | |               |                                                            | |
| 3 maart 1968                                              | FC Twente | 1 - 1 (0 - 1) | Ajax                                                       | Opstelling FC Twente: |
| Stadion Het Diekman 21.500 toeschouwers Janus Aalbrecht   | Theo Pahlplatz 70' |               | 28' Sjaak Swart                                            | Mišić, Drost (Hilgerink), Achterberg, De Vries, Ten Donkelaar, Huve, Bronkers, Van Dijk, Jeuring, Van der Vall, Pahlplatz            |
|                                                           | |               |                                                            | |
| 17 maart 1968                                             | NAC | 1 - 0 (1 - 0) | FC Twente                                                  | Opstelling FC Twente: |
| NAC-Stadion 5.500 toeschouwers Henk Klopper               | Frie Nouwens 6' |               |                                                            | Mišić, Drost, Achterberg, De Vries, Ten Donkelaar, Huve, Bronkers (Heskamp), Van Dijk, Jeuring, Van der Vall, Pahlplatz              |
|                                                           | |               |                                                            | |
| 31 maart 1968                                             | FC Twente | 8 - 2 (3 - 1) | Fortuna '54                                                | Opstelling FC Twente: |
| Stadion Het Diekman 6.000 toeschouwers Henk Brouwer       | Kick van der Vall 2' Jan Jeuring 41' Jan Jeuring 42' Dick van Dijk 47' Dick van Dijk 54' Dick van Dijk 57' Theo Pahlplatz 61' Jan Jeuring 67' |               | 37' Piet Giesen 71' Piet Giesen                            | Mišić, Ten Donkelaar, Achterberg, De Vries, Drost, Huve, Heskamp (Bego), Van Dijk, Van der Val, Jeuring,                             |
|                                                           | |               |                                                            | |
| 15 april 1968                                             | ADO | 2 - 2 (0 - 1) | FC Twente                                                  | Opstelling FC Twente: |
| Zuiderpark Stadion 15.000 toeschouwers Arie van Gemert    | Piet de Zoete 52' Lex Schoenmaker 89' |               | 32' Herman Heskamp 57' Zvonko Bego                         | Mišić, Hilgerink (Bego), Drost, De Vries, Huve, Achterberg, Heskamp, Van Dijk, Jeuring, Van der Vall, Pahlplatz                      |
|                                                           | |               |                                                            | |
| 21 april 1968                                             | FC Twente | 5 - 2 (1 - 0) | Go Ahead                                                   | Opstelling FC Twente: |
| Stadion Het Diekman 9.000 toeschouwers Ad Voermans        | Dick van Dijk 16' Dick van Dijk 56' Epi Drost 64' Dick van Dijk 82' Kick van der Vall 86'                                                     |               | 68' Gerrit Niehaus 78' Gerrit Niehaus                      | Mišić, Ten Donkelaar, Achterberg, De Vries, Drost, Huve, Jeuring, Van Dijk, Van der Vall, Heskamp (Bego), Pahlplatz                  |
|                                                           | |               |                                                            | |
| 5 mei 1968                                                | Telstar | 4 - 1 (2 - 1) | FC Twente                                                  | Opstelling FC Twente: |
| Sportpark Schoonenberg 8.000 toeschouwers Theo Boosten    | Ger Clement 26' Ger Clement 27' Tjeerd Kort 60' Dick Bond 87'                                                                                 |               | 37' Jan Bronkers                                           | Mišić, Ten Donkelaar, Drost, De Vries, Hilgerink, Oranen, Bronkers, Heskamp, Bego, Beekman, Van Dijk                                 |
|                                                           | |               |                                                            | |
| 12 mei 1968                                               | FC Twente | 2 - 2 (1 - 0) | DOS                                                        | Opstelling FC Twente: |
| Stadion Het Diekman 5.500 toeschouwers Piet van der Veer  | Herman Heskamp 6' Herman Heskamp 66' |               | 47' Henk Wery 86' Arie de Kuyper                           | Mišić, Ten Donkelaar, Achterberg, De Vries, Drost, Bronkers, Jeuring, Van der Vall, Van Dijk, Heskamp, Pahlplatz                     |
|                                                           | |               |                                                            | |
| 19 mei 1968                                               | Feijenoord | 6 - 0 (2 - 0) | FC Twente                                                  | Opstelling FC Twente: |
| Stadion Feijenoord 42.000 toeschouwers Arie van Gemert    | Ove Kindvall 15' Ruud Geels 42' Wim Jansen 48' Ruud Geels 70' Paja Samardžić 78' Coen Moulijn 80'                                             |               |                                                            | Mišić, Ten Donkelaar, De Vries, Huve, Drost, Achterberg, Jeuring, Heskamp, Van der Vall, Van Dijk, Pahlplatz                         |
|                                                           | |               |                                                            | |
| 26 mei 1968                                               | FC Twente | 2 - 1 (2 - 0) | RKSV Volendam                                              | Opstelling FC Twente: |
| Stadion Het Diekman 3.000 toeschouwers Gert Bus           | Willem de Vries (p) 14' Jan Jeuring 26' |               | 68' Gerrie Mühren (p)                                      | Mišić, Ten Donkelaar, Huve (Oranen), De Vries, Drost, Bronkers, Achterberg, Van der Vall, Heskamp, Jeuring, Pahlplatz                |
|                                                           | |               |                                                            | |

### Beker
| |                                                        |               |                                      | |
| 31 december 1967 (groep 3) | SC Drente                                              | 0 - 1 (0 - 1) | FC Twente                            | Opstelling FC Twente: |
| Mr. Ovingstraat 5.000 toeschouwers Tjeerd Elzinga |                                                        |               | 29' Kick van der Vall                | Mišić, Drost, Achterberg, De Vries, Jeuring, Bronkers, Huve, Van Dijk, Ten Donkelaar, Van der Vall, Pahlplatz             |
| |                                                        |               |                                      | |
| 19 maart 1968 (groep 3) | FC Twente                                              | 1 - 0 (0 - 0) | SC Heracles                          | Opstelling FC Twente: |
| Stadion Het Diekman 2.500 toeschouwers Jan Regtop | Dick van Dijk 48'                                      |               |                                      | Mišić, Drost, Achterberg, De Vries, Ten Donkelaar, Huve, Bronkers, Van Dijk, Jeuring, Van der Vall, Pahlplatz             |
| |                                                        |               |                                      | |
| 24 maart 1968 (groep 3) | FC Twente                                              | 3 - 1 (0 - 0) | De Graafschap                        | Opstelling FC Twente: |
| Stadion Het Diekman 3.500 toeschouwers Harry Verbeek | Jan Jeuring 47' Willie Wolsink (ed) 60' Benno Huve 88' |               | 71' Henk Overgoor                    | Mišić, Achterberg, Drost, De Vries, Bego, Ten Donkelaar, Van der Vall, Huve, Jeuring, Van Dijk, Pahlplatz                 |
| |                                                        |               |                                      | |
| 28 april 1968 (2e ronde) | FC Twente                                              | 3 - 2 (3 - 0) | Telstar                              | Opstelling FC Twente: |
| Stadion Het Diekman 2.500 toeschouwers Jef Dorpmans | Jan Jeuring 20' Dick van Dijk 36' Epi Drost 43'        |               | 56' Leo van Straaten 88' Nico Jonker | Mišić, Jeuring (Bronkers), De Vries, Drost, Oranen, Achterberg, Van der Vall, Ten Donkelaar, Heskamp, Van Dijk, Pahlplatz |
| |                                                        |               |                                      | |
| 8 mei 1968 (kwartfinale) | Excelsior                                              | 0 - 2 (0 - 1) | FC Twente                            | Opstelling FC Twente: |
| Stadion Woudestein 8.000 toeschouwers Ad Boogaerts |                                                        |               | 23' Jan Jeuring 82' Dick van Dijk    | Mišić, De Vries, Drost, Huve (Bronkers), Jeuring, Achterberg, Ten Donkelaar, Van der Vall, Heskamp, Van Dijk, Pahlplatz   |
| |                                                        |               |                                      | |
| 23 mei 1968 (halve finale) | FC Twente                                              | 2 - 2 (1 - 0) | Ajax                                 | Opstelling FC Twente: |
| De Adelaarshorst (Deventer) 20.000 toeschouwers Janus Aalbrecht | Jan Jeuring 18' Willem de Vries 120'                   | n.v.          | 90' Piet Keizer 112' Ton Pronk       | Mišić, Hilgerink, De Vries, Drost, Huve, Ten Donkelaar, Achterberg, Van der Vall, Heskamp, Van Dijk (Bronkers), Jeuring   |
| - Ajax won na strafschoppen en plaatste zich voor de finale. Willem de Vries, die FC Twente in de laatste minuut van de verlenging naar de strafschoppenreeks schoot, miste zijn strafschop. Voor Ajax schoten Piet Keizer, Ton Pronk, Henk Groot, Theo van Duivenbode en Velibor Vasović allen raak. |                                                        |               |                                      | |
| |                                                        |               |                                      | |

## Selectie
|                                  | Naam               | Positie      | Leeft. | Seiz. | Competitie | Competitie | Beker | Beker |
| W                                | Naam               | Positie      | Leeft. | Seiz. |            | W          |       |       |
| -------------------------------- | ------------------ | ------------ | ------ | ----- | ---------- | ---------- | ----- | ----- |
| Vlag van Nederland               | Eddy Achterberg    | middenvelder | 20     | 1     | 33         | 0          | 6     | 0     |
| Vlag van Nederland               | Johan Beekman      | verdediger   | 18     | 2     | 2          | 0          | 0     | 0     |
| Vlag van Joegoslavië (1943-1992) | Zvonko Bego        | middenvelder | 26     | 1     | 6          | 1          | 1     | 0     |
| Vlag van Nederland               | Jan Bronkers       | middenvelder | 22     | 3     | 27         | 3          | 5     | 0     |
| Vlag van Nederland               | Dick van Dijk      | aanvaller    | 21     | 1     | 33         | 22         | 6     | 3     |
| Vlag van Nederland               | Issy ten Donkelaar | verdediger   | 25     | 3     | 32         | 3          | 6     | 0     |
| Vlag van Nederland               | Epi Drost          | verdediger   | 21     | 2     | 34         | 3          | 6     | 1     |
| Vlag van Nederland               | Fred Eppink        | verdediger   | 19     | 2     | 0          | 0          | 0     | 0     |
| Vlag van Nederland               | Thomas Geerdink    | verdediger   | 21     | 3     | 1          | 0          | 0     | 0     |
| Vlag van Nederland               | Herman Heskamp     | aanvaller    | 20     | 3     | 11         | 3          | 3     | 0     |
| Vlag van Nederland               | Frits Hilgerink    | verdediger   | 26     | 3     | 19         | 0          | 1     | 0     |
| Vlag van Nederland               | Benno Huve         | middenvelder | 21     | 3     | 31         | 0          | 5     | 1     |
| Vlag van Nederland               | Jan Jeuring        | aanvaller    | 19     | 2     | 32         | 8          | 6     | 4     |
| Vlag van Luxemburg               | Spitz Kohn         | aanvaller    | 33     | 3     | 2          | 0          | 0     | 0     |
| Vlag van Joegoslavië (1943-1992) | Zoran Mišić        | keeper       | 29     | 2     | 27         | 0          | 6     | 0     |
| Vlag van Nederland               | Kalle Oranen       | aanvaller    | 21     | 3     | 7          | 0          | 1     | 0     |
| Vlag van Nederland               | Theo Pahlplatz     | aanvaller    | 20     | 2     | 31         | 5          | 5     | 0     |
| Vlag van Nederland               | Lloyd Rooks        | middenvelder | 18     | 1     | 0          | 0          | 0     | 0     |
| Vlag van Nederland               | Paul Scheurink     | middenvelder | 23     | 1     | 1          | 0          | 0     | 0     |
| Vlag van Nederland               | Kick van der Vall  | middenvelder | 21     | 1     | 33         | 7          | 6     | 1     |
| Vlag van Nederland               | Willem de Vries    | verdediger   | 24     | 3     | 24         | 1          | 6     | 1     |
| Vlag van Nederland               | Kees Warringa      | keeper       | 23     | 3     | 8          | 0          | 0     | 0     |

Vertrokken: Dais ter Beek (amateurs), Herman Buma (??), Henk Gieskes (Sportclub Enschede), Job Hoomans (amateurs), Egbert ter Mors (Rot-Weiss Essen), Paja Samardžić (Feijenoord), Ruud Vondeling (De Graafschap)
Nieuwe spelers: Eddy Achterberg (DOS), Zvonko Bego (Bayern München), Dick van Dijk (SVV), Lloyd Rooks (Sportclub Enschede), Paul Scheurink (Quick'20), Kick van der Vall (Feijenoord)
ADO ·
Ajax ·
DOS ·
DWS ·
Feijenoord ·
Fortuna '54 ·
Go Ahead ·
GVAV ·
MVV ·
NAC ·
N.E.C. ·
PSV ·
Sittardia ·
Sparta ·
Telstar ·
FC Twente '65 ·
Volendam ·
Xerxes/DHC '66